# Пижамная игра (фильм)
«Пижамная игра» (англ. The Pajama Game) — фильм-мюзикл режиссёров Джорджа Эббота и Стэнли Донена, представленный в 1957 году компанией Warner Bros., США. Основан на одноимённой бродвейской постановке (1954). Хореографом выступил Боб Фосс, который ставил танцы и для театрального представления.

## Сюжет
Сид Сорокин (Джон Райт) только что принят на должность начальника пижамной фабрики Sleeptite в Сидар-Рапидс, штат Айова, где профсоюз настаивает на повышении заработной платы на семь с половиной центов в час, чтобы привести её в соответствие с отраслевым стандартом. Владелец фабрики г-н Хаслер считает, что в повышении нет необходимости.
Сид влюбляется в Кэтрин (Бэйб) Уильямс (Дорис Дэй), работницу фабрики и члена руководства профсоюза. На пикнике они сближаются, но Бэйб беспокоится, что разница в их социальных статусах и интересах скоро разлучит их — рабочие планируют забастовку. Бэйб саботирует работу оборудования, и Сид вынужден уволить её и порвать отношения.
Учётчик рабочего времени на фабрике Вернон (Эдди Фой мл.) подозревает, что его девушка Глэдис, секретарь директора Хаслера, ему неверна. Надеясь раскрыть хоть какие-то секреты Хаслера, Сид приглашает Глэдис на свидание. Нетрезвая Глэдис дает ему ключ от шкафа в кабинете директора. Сид обнаруживает там документы, которые подтверждают, что Хаслер оформил повышение заработной платы уже несколько месяцев назад, а невыплаченную разницу положил в карман. Сид угрожает директору Хаслеру, что отправит книгу совету директоров, если повышение не будет выплачено немедленно.
Вечером того же дня на профсоюзном собрании, при разговорах о забастовке, появляется Сид и директор Хаслер, который объявляет, что согласен на повышение заработной платы. Когда Бэйб понимает, что именно Сид организовал повышение зарплаты, и что он всего лишь пытался предотвратить ненужные трудовые конфликты, она возвращается к нему.

## В ролях
- Дорис Дэй — Кэтрин (Бэйб) Уильямс, работница фабрики и член руководства профсоюза
- Джон Райт — Сид Сорокин, директор пижамной фабрики
- Ральф Данн — г-н Хаслер, владелец фабрики
- Эдди Фой мл. — Вернон
- Кэрол Хейни — Глэдис, секретарь директора

## Подбор актёров
Основной актёрский состав бродвейского мюзикла повторил свои роли в фильме, за исключением Дженис Пейдж, роль которой исполняет Дорис Дэй; и Стэнли Прагера, роль которого играет Джек Стро.
Как рассказала в 2016 году Пейдж, студия хотела задействовать как можно больше актёров Бродвея. Но одним из главных героев должна была быть кинозвезда. Она сказала, что главную мужскую роль, которую сыграл Райт, изначально предлагали Фрэнку Синатре. Если бы он согласился на эту роль, сказала Пейдж, она бы сыграла роль, отведенную Дорис Дэй.
В этом фильме календарь за столом Сида Сорокина, пока он поет «Hey There», показывает июль 1954 года.

## Танцевальные номера
Мюзикл содержит 13 танцевально-вокальных номеров. Некоторые из ни оказали существенный вклад на дальнейшее развитие шоу бизнеса.
- I’m Not at All in Love (Я вовсе не влюблена) — в исполнении Дорис Дэй. И номер, и сама песня получила большую популярность. В последующем её включали в программу почти всех гастрольных туров певицы;
- Hey There (Эй, там) — в театральной постановке и в фильме её исполняет Джон Райт. Впоследствии его записали ряд артистов:
  - Запись актрисы и певицы Розмари Клуни заняла первое место в чарте Billboard в 1954 году[2]. В 1999 году эта запись на Columbia Records была занесена в Зал славы Грэмми[3].
  - Другая версия была записана примерно в то же время Сэмми Дэвисом-младшим и достигла 16-го места в чарте Billboard.
  - Версия Джонни Рэя 1954 года достигла 27-го места в чарте Billboard.

Песню в разные годы включали в репертуар более чем сорок исполнителей: Бинг Кросби, Далида (на французском языке), Стэн Кентон, Пегги Ли, Джули Лондон, Брук Бентон и многие другие. С учётом всех записанных версий песня достигла первого места в чарте Cash Box в 1954 году.
- Hernando’s Hideaway (Убежище Эрнандо) — танго в исполнении Кэрол Хэйни (и на Бродвее, и в киноверсии).
  - Самая успешная запись песни была сделана Арчи Блейером, пластинка достигла 2-го места в чарте Billboard в 1954 году.
  - Версия Джонни Рэя заняла 11-е место в британском чарте синглов в октябре 1955 года.
  - Концертную запись Эллы Фицджеральд (из Карнеги-холла в 1954 году) можно найти в альбоме Verve/Polygram Jazz at the Philharmonic, the Ella Fitzgerald Set, с Рэем Брауном на контрабасе и Бадди Ричем на ударных.
- Steam Heat (Паровое отопление) — танцевальный номер в исполнении Базз Миллер, Кэрол Хейни и Кеннет Лерой. Одна из наиболее известных работ Боба Фосси. Неоднократно был использован исполнителями разных лет и являлся основой для творческого переосмысления. Авторитетный хореограф Джером Роббинс утверждал, что в этом номере впервые проявился стиль Фосси. Однако критик Мартин Готтфрид отмечает, что неестественные движения и фиксация плеч заимствованы у Джека Коула, а элементы работы с котелками — у Фреда Астера. Сам Фосси, тем временем, всегда признавал факт влияния талантливых предшественников[5]. Критики и журналисты указывают схожесть элементов костюма (чрезмерно завышенные брюки, белые носки-гетры), манеры движения и образа в целом Майкла Джексона и исполнителей первого, «классического» варианта Steam Heat: шляпа на самых глазах, чрезмерно завышенные брюки, одно бедро выставлено назад, другая нога опирается только на кончики пальцев, все конечности конвульсивно напряжены, походка подчёркнуто шаркающая[6].

## Критика
На сайте Rotten Tomatoes фильм имеет рейтинг 87 %.
На момент выпуска он получил положительную оценку The New York Times. Обозреватель издания сравнил фильм с бродвейской сценической версией и сказал, что фильм «настолько же хорош, насколько он был на сцене».
Американским институтом кино песня «Эй, там» была в 2004 году номинирована на включение в список «100 лучших песен из американских фильмов за 100 лет по версии AFI», а сам фильм в 2006 году — в список «Лучшие американские фильмы-мюзиклы за 100 лет по версии AFI».